# HD 154126
HD 154126，又名BD+32 2835，SAO 65745、HR 6336，是一颗恒星，视星等为6.36，位于銀經54.12，銀緯35.97，其B1900.0坐标为赤經16h 58m 30s，赤緯+32° 35.97′ 36″。